# Кравченко Тетяна Олександрівна
Тетяна Олександрівна Кравченко  (нар. 30 травня 1976, Богуслав, Київська область, Українська РСР, СРСР) — українська театральна акторка і кіноакторка. Раніше була телеведучою.

## Життєпис
Народилася 30 травня 1976 року у місті Богуслав, Київської області в сім'ї народного артиста України Олександра Івановича Кравченка і заслуженої працівниці культури України Зої Борисівни Кравченко.
Відразу після школи вступила до Київського державного театрального інституту ім. І. Карпенка-Карого. До вступу у ВНЗ її готував батько.
У 1997 році закінчила Київський державний театральний інститут ім. І. Карпенка-Карого (акторка театру і кіно).
У 2003 році закінчила європейську школу журналістики, у 2015 — захистила кандидатську дисертацію з мистецтвознавства, а в 2019 році здобула вчене звання доцента.
У 4 роки зіграла у фільмі дівчинку з дзвіночком. Першу значну роль зіграла в 1991 році у стрічці Володимира Савельєва «Ізгой» разом зі своїм батьком.
Грає у Національному академічному театрі російської драми ім. Лесі Українки.
Вміло поєднувала роботу в Національному академічному театрі російської драми ім. Лесі Українки з журналістикою. Так, на телебаченні вона працює вже понад 20 років. А почала свою кар'єру на «Новому каналі», після чого була ведучою новин, а також ведучою авторської програми «З Тетяною Кравченко» на телеканалі «Newsone».
Також вона встигла себе зарекомендувати як досвідчена викладачка. У 2008 році вела курс «Мистецтво телеведучого» в Національному університеті культури і мистецтва. А з 2014 року є викладачкою Київського національного університету театру, кіно і телебачення ім. І. Карпенка-Карого і Національної музичної академії ім. П. І. Чайковського, де досі навчає студентів мистецтва сценічної мови й акторської майстерності.
Раніше працювала ведучою на Першому Національному (нині Суспільне Перший) та 1+1.

## Особисте життя
У шлюбі, має сина Дмитра.

## Вибрана фільмографія
- 1986 - Фільм «Ігор Савович»
- 1991 — «Пам'ятай /Ізгой»[5]
- 1992 — «Легенда про Цвєтаєву»
- 1995 — «Острів любові»
- 1999 - Фільм «Аве Марія»
- 2000 — «Чорна рада»
- 2002 — «Бабин яр»
- 2003 - Фільм «Золота лихоманка»
- 2004 — «Любов сліпа»
- 2004 - Серіал «Попіл Фенікса»
- 2014 - Серіал «Зловмисники» (Серія «Медова пастка»)
- 2015 — «Шлях мерця»
- 1016 - Серіал « Агенти справедливості» (Серія — «Смертельно красива» та «Справжня Леді»)
- 2017—2019 — «Речдок» :
  - "Из-под каблука ";
  - «Проигранный спор»;
  - «Концентрация ненависти»;
  - «З неба на землю»;
  - «Холодна зброя»;
  - «Останній штрих»;
  - «С чужого плеча»;
  - «По головам»;
  - «Другий пілот»;
  - «Черевики велетня»;
  - «Блиск і злидні»;
  - «Улюбленці публіки»;
- 2017 — Серіал " Реальна містика:
  - «Корінь мандрагори»,
  - «Містична триндичиха»
- 2018 - Серіал «Артистка»
- 2019 - Серіал «Горчакова»
- 2019 — «Виходьте без дзвінка»
  - Серія "Бачу наскрізь "
- 2019 - Серіал «Звонарь»
  - Серія «Кіллер»
- 2019 - Серіал"Діда мороза не буває"
- 2020 — «Слід»[6]
- 2020 - Короткометражний фільм «Доля» — (Україна — Франція)
- 2023 - Фільм «Вересень»